# IC 723
IC 723 је галаксија у сазвјежђу Пехар која се налази на листи објеката дубоког неба у Индекс каталогу.
Деклинација објекта је - 8° 19' 55" а ректасцензија 11h 42m 57,5s. Привидна величина (магнитуда) објекта IC 723 износи 14,1 а фотографска магнитуда 14,7. IC 723 је још познат и под ознакама MCG -1-30-27, MK 1305, NPM1G -08.0357, IRAS 11404-0803, PGC 36384.